# Pomaranča

Pomaranča ali oranža (znanstveno ime Citrus x sinensis) je sadež drevesa pomaránčevec iz rodu Citrus, (družine Rutaceae). Rastlina je rezultat davnega križanja, verjetno med pomelom in mandarino, a že stoletja uspeva kot samostojno drevo, ki se razmnožuje s potaknjenci ali cepitvijo.

## Pomaranča kot križanec
Do nedavnega je rod Citrus zajemal enajst vrst, pred kratkim pa so strokovnjaki določili, da so izvirni citrusi le trije: mandarina (Citrus reticulata), pomelo (Citrus maxima) in citrona (Citrus medica). 
Med križane citruse so tako všteli vse ostale vrste: pomaranča, limona, grenivka, klementina, bergamot, kinoto, kumkvat, kombava in limeta. Prav tako bi naj vse vrste rodu fortunelle bile le križanja ene same vrste kumkvata.
Ta klasifikacija sicer ni še splošno sprejeta, a že sedaj veliko večino citrusov strokovno zapisujejo z vmesnim znakom križca ali enostavno z »x«, kar pomeni, da gre za križanje, torej hibrid. Čeprav se lahko zdi čudno, da sta tako vsesplošno znana sadeža, kot sta pomaranča ali limona, le hibrida, ne moremo prezreti osnovnih podatkov o njunem izvoru in gojenju. Strokovno ju je treba prišteti med umetno pridobljene rastline.
Čeprav je rod citrusov sedaj sestavljen samo iz treh vrst, poznamo namreč med agrumi veliko število naravnih odstopanj in nepravilnosti, bodisi v cvetju, bodisi predvsem v sadežih, zaradi česar se dajo dobiti širom po svetu zelo raznoliki primerki. Razen tega so agronomi razvili nešteto hibridov, ki večkrat nimajo stalnih in ponovljivih lastnosti, zato so nekatere vrste na trgu le za določeno dobo. To povzroča težave pri klasifikaciji agrumov. Omeniti je treba tudi dedne spremembe, ki so pri agrumih zelo pogostne. Gre za mutacijo v poganjkih, ki se včasih pojavi iz neznanih razlogov. Na veji se rodi poganjek, iz katerega zraste veja z nekoliko različnimi lastnostmi od ostalega drevesa. Če se ta vejica uporabi kot potaknjenec, zraste drevo s temi različnimi lastnostmi. Velikokrat  so te nove lastnosti nezaželene, zato se spremembo ne želi ohranjati in se mutirana vejica enostavno odstrani. Včasih je pa sprememba toliko zanimiva, da jo agronomi gojijo dalje in tako dobijo novi križanec.

### Laična delitev
Pomarančevec je kot križanec poznan v neštetih varietetah, plodovi skoraj vseh spadajo v  kategorijo sladkih pomaranč, medtem ko je kategorija t.i. grenkih pomaranč skoraj neznana.
Grenka pomaranča se razlikuje po daljših trnih ob listih, po temnejši barvi listov, po močnejšem vonju listja in cvetov, po bolj živo obarvanem in bolj hrapavem olupku ploda, predvsem pa po svojstvenem sladko-grenkem okusu krhljev. Arabci so jo gojili že v devetem stoletju in leta 1002 so jo zasadili na Siciliji. Danes se goji povsod skupaj z ostalimi agrumi, ki se normalno nanjo cepijo. Sadje je sicer okusno, a pride redko na trg, ker se večinoma izkoristi v živilski in farmacevtski industriji. Olupljeni krhlji se uporabijo za marmelade in kandirano sadje, iz olupkov se pa izdelujejo orangeat ter likerji (npr. curaçao, razne grenčice in drugi). Tudi industrija zdravil uporablja predvsem olupke za pripravo digestivnih sredstev in pripomočkov pri želodčnih motnjah.
Sladka pomaranča je priljubljen zimski sadež, splošno poznan na Slovenskem. Njegova domovina je Kitajska in naj bi ga prinesli v Evropo šele v štirinajstem stoletju portugalski pomorščaki; v literaturi devetnajstega stoletja se še ponekod omenja kot »portugalka«. Stari latinski viri pa dajo razumeti, da so Rimljani poznali pomarančo že v prvem stoletju. Gojili so jo na Siciliji in imenovali so jo »melaranča«, kar bi lahko pomenilo, da je prišla iz Azije po kopnem. Obe teoriji utegneta biti pravilni. Pomaranča je najbrž res zelo zgodaj prišla po karavanskih poteh v Evropo, a se je obnesla le na dovolj topli Siciliji, kjer je pa kultura obtičala. Šele po stoletjih so jo podjetni Portugalci razširili po vsem svetu. Danes je to najbolj razširjen agrum na svetu in se prideluje v neštetih varietetah. Nekatere so rumene (taroko, bionda), druge rdeče (moro, sanguinela), nekatere večje in lepše, druge bolj skromnega videza in tanjšega olupka, a bolj sočne in zato primerne za sokove. Samo v Italiji se preko dvajset varietet goji za namizno sadje in prav toliko drugih za sokove. Drugod po svetu so sicer vse te varietete znane in gojene, a vsako področje ima tudi veliko svojih posebnih varietet. Zanimivo je, da povsod v Evropi bolj cenimo rdeče pomaranče, medtem ko imajo Angleži in Američani raje rumene. Vsekakor se vse sladke pomaranče uporabljajo sveže; edini industrijski poseg na sadežih je pridobivanje sokov s kratkim rokom trajanja, čigar stranski produkt so semena, ki so uporabna za pridobivanje olja.

## Opis
Pomarančevec je do 12 metrov visoko drevo s podolgovatimi mesnatimi listi in popolnoma belimi cvetovi. Mladi poganjki so vedno zeleni, nikoli rdečkasti. Plodovi so okrogli, tipično oranžne barve bodisi v olupku kot v notranjosti. Značilna hrapavost olupka se omenja tudi v zvezi s popolnoma tujimi pojmi; govorimo na primer o »pomarančno hrapavi koži« v dermatologiji in o »pomarančno hrapavih površinah« v gradbeništvu in soboslikarstvu. S pomarančnimi cvetovi (danes zgolj umetnimi) ponekod izdelujejo poročne venčke in krasijo cerkve ob porokah, kar naj bi spominjalo na nevestino devištvo.
Podlage grenke pomaranče so bolj trpežne od sladkih, zato agronomi po navadi nanje cepijo vse nove varietete, večkrat pa tudi že obstoječe, da s tem utrdijo določene kvalitetne lastnosti. Doba mirovanja pomarančevca traja samo tri mesece, zato imajo drevesa dovolj časa, da istočasno cvetijo in obrodijo, kar ustvarja posebno prijeten videz. Prvi plodovi so zreli že novembra/decembra, zadnje poberejo nekje v maju. Odraslo drevo lahko rodi do 500 sadežev letno.

## Esence
Pomarančni olupek je zelo bogat vir eteričnih olj, od katerih so najvažnejše: olje grenke pomaranče, olje sladke pomaranče, pomarančevi terpeni in deterpenirana esenca. NEROLI je cvetna esenca in se pridobiva iz cvetov pomaranče, PETITGRAIN pa je listna esenca ali eterično olje in se pridobiva iz listov pomaranče.
Esenčno (eterično) olje grenke pomaranče (tudi bigarade) je oljnata tekočina svetlo rumene ali oranžne barve, ki se pridobiva iz olupkov grenkih pomaranč. Je grenkega okusa in delno topna v alkoholu. Sestavljeno je v glavnem iz limonina. Zbuja tek in pospešuje prebavo. V industriji se včasih ponareja s terpeni.
Esenčno olje sladke pomaranče ali portugalska esenca je tekočina rumeno-oranžne barve, sladkega okusa in prijetnega vonja, ki se z lahkoto topi v alkoholu. Vsebuje preko 90 % limonina. Uporablja se predvsem za izdelavo parfumov in likerjev, a je običajno ponarejena z esenčnim oljem grenke pomaranče ali limone in s terpeni.
Pomarančev terpen je brezbarvna tekočina, skoraj čisti limonin, in se uporablja samo za industrijsko ponarejanje pomarančnih in limoninih esenc.
Deterpenirana esenca je tista, iz katere so bili kemijsko odstranjeni terpeni, ki večkrat negativno vplivajo na vonj in bistrost esence. Po deterpenaciji postane tekočina temno rumena, lahko topljiva in predvsem močno dišeča po pomaranči.
Cvetna esenca ali neroli se pridobiva iz samih cvetov in je razumljivo zelo dragocena. Uporablja se za kvalitetne parfume, a je večkrat ponarejena.
Petitgrain je nekakšna imitacija nerolija. Pridobiva se z destilacijo listov in mladih vejic grenke pomaranče.

## Zdravilstvo
V zdravilstvu se uporabljajo razni deli pomaranče, predvsem lupina nezrelega ploda, listje in cvetje grenke pomaranče. Nezreli plod, ko ga je še samo lupina, je najbolj primeren za izdelovanje galenskih preparatov, ki pospešujejo tek, na primer sirupov, čajev, tinktur in praškov. Iz cvetov destilirajo nanfo, to je vodo, ki se uporablja kot dodatek in redčilo za razne preparate. Iz listov se pa pridobiva aromatični kis, ki je podlaga dezinfekcijskih sredstev za ustno votlino in grlo.